# Municipio de Washington (condado de Holmes)
El municipio de Washington (en inglés: Washington Township) es un municipio ubicado en el condado de Holmes en el estado estadounidense de Ohio. En el año 2010 tenía una población de 1624 habitantes y una densidad poblacional de 20,94 personas por km².

## Geografía
El municipio de Washington se encuentra ubicado en las coordenadas 40°37′39″N 82°9′49″O / 40.62750, -82.16361. Según la Oficina del Censo de los Estados Unidos, el municipio tiene una superficie total de 77.55 km², de la cual 76,5 km² corresponden a tierra firme y (1,36 %) 1,05 km² es agua.

## Demografía
Según el censo de 2010, había 1624 personas residiendo en el municipio de Washington. La densidad de población era de 20,94 hab./km². De los 1624 habitantes, el municipio de Washington estaba compuesto por el 98,58 % blancos, el 0,06 % eran afroamericanos, el 0,25 % eran amerindios, el 0,25 % eran asiáticos, el 0,18 % eran de otras razas y el 0,68 % eran de una mezcla de razas. Del total de la población el 0,86 % eran hispanos o latinos de cualquier raza.